# Metanoia (låt av MGMT)
"Metanoia" är en låt av den amerikanska duon MGMT. Låten släpptes som singel den 18 augusti 2008, men var egentligen en B-sida på MGMT:s debutsingel "Time to Pretend".
Metanoia blev utsedd till dagens låt (Song of the Day) av tidskriften Rolling Stone den 16 september 2008. De beskriver låten som "en blandning av Donovans acidballader, interstellära synt-drivna dirges och falsettledd teaterrock".

## Låtlista
"10 Vinyl EP
1. "Metanoia"

Metanoia - Digital Download
1. "Metanoia"

## Kulturella referenser

### Psykologi
- Psykologen Carl Jung är den mystiska domaren som avses i låten. På skivomslaget avbildas han i en domaruniform. Metanoia (på svenska: omvändelse) är också en psykoanalytisk teori som Jung själv har utvecklat.

### Religion
- I låten hänvisas också flera gånger till den religiösa läraren Swami Satchidananda.